# کنسرت یانی در آکروپولیس
کنسرت یانی در آکروپولیس (به انگلیسی: Live at the Acropolis) اولین آلبوم زنده توسط یانی است. این آلبوم در اودئون هرودس آتیکوس واقع در شهر آتن در یونان در تاریخ ۲۵ سپتامبر ۱۹۹۳ به صورت زنده ضبط شد، و در ۱۹۹۴ انتشار یافت. این آلبوم رتبهٔ نخست را در دسته‌بندی «آلبوم عصر نوی برتر» مجله بیلبُرد و نیز رتبهٔ ۵ را در جدول «۲۰۰ برتر بیلبُرد» در همان سال بدست آورد. فیلم این آلبوم بمدت ۲۲۹ هفته در جداول «برترین ویدئو موزیک» و جداول «پرفروشترین وی‌اِیچ‌اِس» قرار داشت، و نامزدی یک جایزه امی را برای دستاورد برجسته فردی در نورپردازی (الکترونیک) برای سریال درام، سریال متفرقه، سریال کوتاه، فیلم، یا ویژه‌برنامه در سال ۱۹۹۴ بدست آورد.
این کنسرت در ۶۵ کشور جهان پخش شده و بیش از نیم میلیارد نفر آن را مشاهده کرده‌اند. این آلبوم با ۷ میلیون نسخه فروش جهانی، پرفروش‌ترین آلبوم ویدئویی جهان بعد از «تریلر مایکل جکسون» است.
آهنگ آکرویالی/ایستادن در جنبش از این آلبوم از طرف ژورنال جامعه سلطنتی پزشکی (آوریل ۲۰۰۱) دربردارندهٔ اثر موتزارت دانسته شد، زیرا ترکیب آن از لحاظ ضرب‌آهنگ، ساختار، هم‌آوایی ملودیک و هارمونیک و قابلیت پیش‌بینی مشابه سونات شماره ۴۴۸ موتزارت است، ویژگی‌هایی که پنداشته می‌شود در کاهش حملات صرع و بهبود کارایی تجسم فضایی مؤثر باشند.
این کنسرت به رهبریِ شهرداد روحانی آهنگساز ایرانی در آکروپولیس مکان باستانی شهر آتن برگزار شده‌است.

## آهنگ‌های اجرا شده در این کنسرت
1. Santorini
2. Keys to Imagination
3. Until the Last Moment
4. The Rain Must Fall
5. One Man's Dream
6. Within Attraction
7. Felitsa
8. Marching Season
9. Nostalgia
10. Acroyali/Standing in Motion
11. Aria
12. Swept Away
13. Reflections of Passion
14. The End of August

## نوازندگان
- یانی (پیانو، کیبورد)
- چارلی آدامز (درام)
- کارن بریجز (ویلون)
- کالانی داس (پرکاشن)
- ریک فیرابریچی (گیتار بیس)
- جولی هومی (ساز کلیدی)
- برادلی جوزف (ساز کلیدی)
- شهرداد روحانی (ویلون) (رهبر)
- ارکستر رویال فیلارمونیک

## خواننده
- دارلین کولدنهاون
- لین دیویس